# Chlaenius sokotranus
Chlaenius sokotranus  (лат.) — вид жужелиц рода слизнееды (Chlaenius) из подсемейства Harpalinae (надтриба Chlaeniitae, триба Chlaeniini, подтриба Chlaeniina). Ближний Восток, эндемик острова Сокотра.

## Описание
Среднего размера жужелицы, длина тела от 12,5 до 13 мм. Голова и пронотум чёрные, блестящие; надкрылья чёрные.